# Croydon Hills
Croydon Hills är en del av en befolkad plats i Australien. Den ligger i kommunen Maroondah och delstaten Victoria, omkring 27 kilometer öster om delstatshuvudstaden Melbourne. Antalet invånare är 5 185.
Runt Croydon Hills är det tätbefolkat, med 286 invånare per kvadratkilometer.. Närmaste större samhälle är Lilydale, nära Croydon Hills.
I omgivningarna runt Croydon Hills växer i huvudsak städsegrön lövskog. Genomsnittlig årsnederbörd är 1 244 millimeter. Den regnigaste månaden är juli, med i genomsnitt 140 mm nederbörd, och den torraste är januari, med 49 mm nederbörd.